# Margareta Helena Holmlund
Margareta Helena Holmlund, född Åbom 19 oktober 1781 i Stockholm, död 8 januari 1821, var en svensk tecknare och målare.
Hon var dotter till bibliotekarien vid Hertig Karls bibliotek Johan Åbom och Katarina Tillander och gift med kryddkramhandlaren Nils Holmlund. Hon var syster till Anette Hasselgren. Hon var agré vid Konstakademien och deltog vid dess utställningar 1804–1808, 1810 och 1813. Hon använde tusch, bister, gouache och tecknade allegorier över antika och historiska ämnen. Holmlund är representerad vid Göteborgs konstmuseum med teckningen Christus välsignar de små barnen och  Nationalmuseum i Stockholm.